# Elza z afrykańskiego buszu (serial telewizyjny)
Elza z afrykańskiego buszu (ang. Born Free, 1974) – amerykański serial przygodowy wyprodukowany przez Columbia Pictures Television.
Światowa premiera serialu miała miejsce 9 września 1974 roku na kanale NBC. Ostatni odcinek został wyemitowany 30 grudnia 1974 roku. W Polsce serial nadawany był na kanale TVP1.

## Obsada
- Diana Muldaur jako Joy Adamson,
- Nelson Kajuna jako Awaru,
- Joseph De Craft jako Joe Kanini,
- Gary Collins jako George Adamson,
- Hal Frederick jako Makedde,
- Dawn Lyn jako Regan Mallory,
- Peter Lukoye jako Nuru.

## Spis odcinków
| N/o            | Polski tytuł    | Angielski tytuł            |
| -------------- | --------------- | -------------------------- |
|                |                 |                            |
| SERIA PIERWSZA |                 |                            |
|                |                 |                            |
| 01             |                 | Pilot                      |
|                |                 |                            |
| 02             |                 | Elephant Trouble           |
|                |                 |                            |
| 03             |                 | A Matter of Survival       |
|                |                 |                            |
| 04             |                 | Death of a Hunter          |
|                |                 |                            |
| 05             |                 | Africa's Child             |
|                |                 |                            |
| 06             |                 | The Masai Rebels           |
|                |                 |                            |
| 07             |                 | The Flying Doctor of Kenya |
|                |                 |                            |
| 08             |                 | The Trepassers             |
|                |                 |                            |
| 09             |                 | The Maneaters of Merti     |
|                |                 |                            |
| 10             |                 | Elsa's Odyssey             |
|                |                 |                            |
| 11             |                 | The White Rhino            |
|                |                 |                            |
| 12             |                 | The Raiders                |
|                |                 |                            |
| 13             | Pantera śnieżna | The Devil Leopard          |
|                |                 |                            |